# 묵계월
묵계월(1921년 10월 19일 ~ 2014년 5월 2일)은 대한민국의 국악인이다. 서울에서 태어났다. 주수봉 명창에게서 경기민요를 배웠다. 무형문화재 경기민요 예능보유자이다.

## 같이 보기
- 이은주
- 안비취